# Da myndighederne sagde stop
Da myndighederne sagde stop er en dansk dokumentarfilm fra 1972 med instruktion og manuskript af Per Kirkeby og Aqqaluk Lynge

## Handling
Per Kirkeby skrev om filmen: Den handler om nogle grønlænderes situation ved nedlæggelsen af kulminen, og dermed hele byen, Qullissat. Det er ikke nogen debatfilm i den forstand, at den diskuterer det rigtige eller forkerte ved nedlæggelsen af minen og byen. Den skal heller ikke være udgangspunkt for en paneldiskussion mellem ministre og kontorchefer og udvalgte talerør, hvor påstand står mod påstand. Den er indiskutabel, den viser, hvad der faktisk sker med nogle af disse mennesker.